# Karl Valentin
Karl Valentin, pseudonimo di Valentin Ludwig Fey (Monaco di Baviera, 4 giugno 1882 – Planegg, 9 febbraio 1948), è stato un commediografo tedesco, che ha avuto una influenza significativa sulla cultura tedesca al tempo della Repubblica di Weimar.

## Biografia

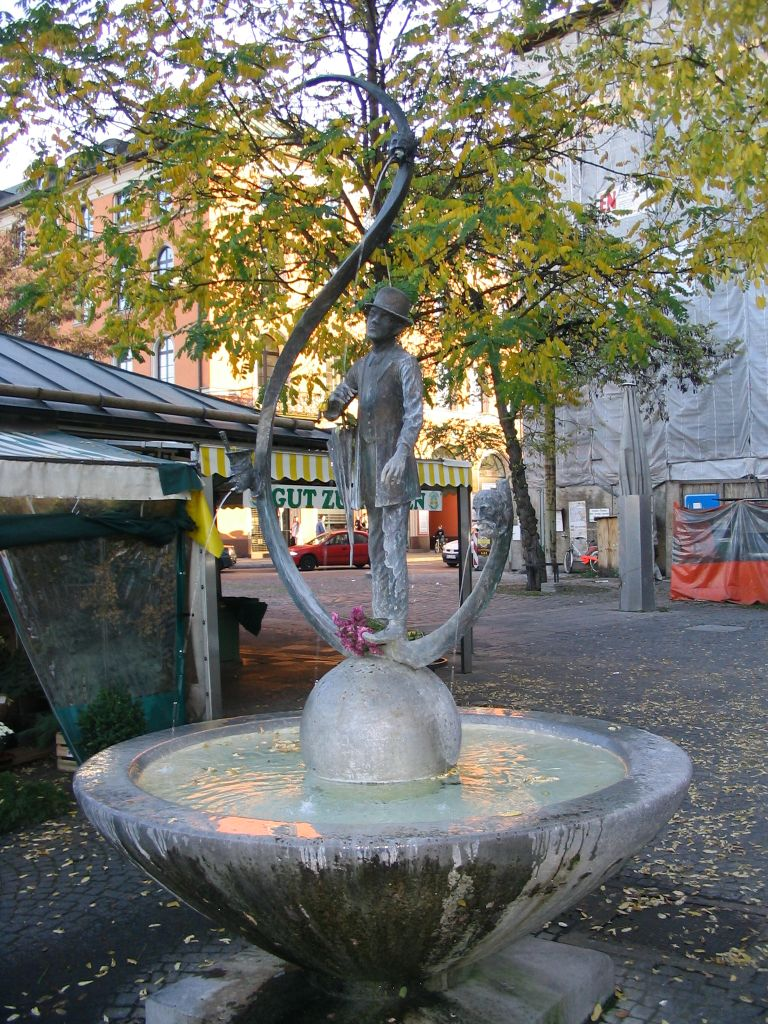
Fontana che ritrae Valentin nella sua città natale di Monaco

Nato a Monaco di Baviera il 4 giugno 1882, figlio di Johann Valentin Fey e Maria Johanna Schatte, fu battezzato sei giorni più tardi secondo il rito evangelico. Dopo aver frequentato le scuole, fece un apprendistato triennale come falegname. Tuttavia, era attratto dalla vita dei cabaret e dei teatri, le cui scene cominciò a calcare saltuariamente nel 1902, l'anno in cui morì il padre. Karl si associò alla madre nella conduzione della ditta familiare Falk & Fey, che sarà venduta nel 1906.
Messo a punto un particolare strumento musicale di sua invenzione, l'orchestrion, Valentin, con lo pseudonimo di Charles Fey, intraprese nel 1907 una tournée di un mese nell'est della Germania, rivelatasi un insuccesso. I primi apprezzamenti del pubblico arrivarono l'anno seguente, quando compose i primi monologhi, che gli valsero l'ingaggio da parte del locale monacense Frankfurter Hof. Fu proprio al Frankfurter Hof che fece la conoscenza di Liesl Karlstadt (1911), cabarettista di Monaco, destinata a duettare con lui per molti anni.
Esponente di spicco del cabaret tedesco, Valentin fu attore comico di innovazione, tanto da divenire in breve tempo un punto di riferimento per artisti che da lui presero spunto, come il drammaturgo e teorico del teatro tedesco Bertolt Brecht. Scrisse numerosi sketch comici. Leggendaria la sua cooperazione con Liesl Karlstadt.
Lo humour talvolta dadaista di Karl Valentin è strettamente legato alla lingua e alla mentalità bavarese monacense.
Il suo cognome si pronuncia alla bavarese "Falentin".
Intanto, dall'unione con Gisela Royes, domestica nella casa dei genitori dalla fine del secolo precedente e sua futura moglie, nacquero le due figlie Gisela e Berta.
Rimasto accidentalmente chiuso all'interno di un teatro di Monaco, il freddo patito durante la notte nei locali non riscaldati gli procurarono complicazioni polmonari che lo portarono in breve alla morte nel febbraio del 1948.
Una fontana situata al mercato delle vettovaglie Viktualienmarkt di Monaco di Baviera lo ricorda.
Nella medievale Isartor a Monaco si trova il Valentinsmusäum a lui dedicato. In linea con lo spirito surreale del personaggio, l'edificio è strutturato in maniera singolare. Per sottolinearlo, è l'unico museo il cui nome si scrive, in tedesco, con una ä invece di una e: Musäum.

## Opere principali
- Gesammelte Werke, Jubiläumausgabe in vier Bänden, Munchen-Zürich, Piper, 1981
- Sämtliche Werke in neun Bänden, herausgegeben auf der Grundlage der Nachlaßbestände des Theatermuseums der Universität zu Köln, des Stadtarchivs und der Stadtbibliothek München sowie des Nachlasses von Liesl Karlstadt von Helmut Bachmaier und Manfred Faust, Munchen-Zürich, Piper, 2007

### In italiano
- Tingeltangel, Milano, Adelphi, 1980

## Filmografia
- La sposa venduta (Die verkaufte Braut), regia di Max Ophüls (1932)